# Diocesi di Rafia
La diocesi di Rafia (in latino Dioecesis Raphiensis) è una sede soppressa del patriarcato di Gerusalemme e una sede titolare della Chiesa cattolica.

## Storia
Rafia, corrispondente al Tell Rafah nei pressi della città di Rafah nei territori della Palestina (striscia di Gaza), è un'antica sede vescovile della provincia romana della Palestina Prima nella diocesi civile d'Oriente. Faceva parte del patriarcato di Gerusalemme ed era suffraganea dell'arcidiocesi di Cesarea.
Sono tre i vescovi conosciuti di questa antica diocesi. Romano partecipò al concilio di Efeso del 431 e verso la fine dello stesso anno sottoscrisse la lettera sinodale dell'arcivescovo Massimiano di Costantinopoli diretta al clero della diocesi di Tenedo per annunciare la deposizione del loro vescovo Anastasio. Epifanio prese parte al concilio di Gerusalemme del 518, sottoscrivendo la lettera sinodale del patriarca Giovanni di Gerusalemme contro Severo di Antiochia, e fu presente anche al concilio riunito a Gerusalemme nel 536 dal patriarca Pietro per condannare Antimo I di Costantinopoli dopo la sua adesione al monofisismo. Stefano prese parte al concilio di Costantinopoli del 553.
Dal 1933 Rafia è annoverata tra le sedi vescovili titolari della Chiesa cattolica; la sede è vacante dal 25 novembre 1964.

## Cronotassi

### Vescovi greci
- Romano † (menzionato nel 431)
- Epifanio † (prima del 518 - dopo il 536)
- Stefano † (menzionato nel 553)

### Vescovi titolari
- Aloys Ernest Joye, O.F.M.Cap. † (4 giugno 1936 - 4 ottobre 1962 deceduto)
- John Willem Nicolaysen Gran, O.C.S.O. † (27 dicembre 1962 - 25 novembre 1964 succeduto vescovo di Oslo)